# Спекулятивный реализм
Спекуляти́вный реали́зм — развивающееся направление в современной философии, определяющее себя как метафизический реализм: позиция, которая противостоит господствующим формам посткантианской философии (называемым ими корреляционизмом). Наименование «спекулятивный реализм» впервые прозвучало на конференции, которая состоялась в Голдсмитском университете под руководством Альберто Тоскано и включала в себя выступления Рэя Брасье (Американский Университет Бейрута), Йена Гамильтона Гранта (Университет Западной Англии, Бристоль), Грэма Хармана (Американский Университет Каира) и Квентина Мейясу (Высшая нормальная школа, Париж). Термин «спекулятивный реализм» был предложен Рэем Брассье, хотя Квентин Мейясу уже использовал выражение «спекулятивный материализм» для описания собственной философской позиции.
Вторая конференция, озаглавленная «Спекулятивный реализм/Спекулятивный материализм», имела место в Университете Западной Англии 24 апреля 2009, два года спустя после первой. В ней принимали участие Рэй Брасье, Йен Гамильтон Грант, Грэм Харман и (вместо Мейясу, который не смог присутствовать) Альберто Тоскано.

## Критика корреляционизма
Спекулятивных реалистов, часто несогласных между собой касательно основных философских вопросов, объединяет критика философии конечности человека — традиции, восходящей к Иммануилу Канту. Четверых основных участников движения объединяет попытка преодолеть как корреляционизм,[5] так и философии привилегированного доступа. В эссе “Время без становления” Квентин Мейясу дает комментарий к своей работе “После конечности”, объясняя свое определение корреляционизма и обосновывая то, что вся предшествующая спекулятивному реализму философия совершала одну и ту же ошибку.
Под корреляционизмом (от лат. correlatio «соотношение, взаимосвязь») спекулятивные реалисты подразумевают субъектно-объектную связь, связь между сознанием и бытием. Для корреляционистов, говорит Мейясу, «нет объектов, событий, законов, сущностей, которые не были бы всегда уже скоррелированы с точкой зрения, субъективным доступом», и бытие связано с мышлением априори: «Корреляционизм основан на аргументе, одновременно простом и сильном, который можно сформулировать следующим образом: не может быть никакого X без данности X, и никакой теории об X без полагания X. Если вы рассуждаете о чем-то, то корреляционист скажет, мол, вы говорите о том, что дано вам и полагается вами».
Во «Времени без становления» Квентин Мейясу много внимания уделяет проблеме доисторического, которая, по его мнению, могла бы быть анти-корреляционистской. Спекулятивный материалист моделирует ситуацию из прошлого, предлагая проследить отсутствие любой корреляции в моменты, когда на Земле не существовало жизни вообще. Мейясу утверждает, что без субъекта известная нам реальность могла иметь совсем другие характерные черты, что в этой реальности пространство и время были иными по своей сути: «Как мы могли бы понять смысл времени и пространства без субъекта, сознающего прошлое, настоящее и будущее, или разницу между правым и левым? И прежде всего, как могли бы мы узнать об этом, если мы не способны увидеть, каков мир, когда его никто не воспринимает?»
Философии привилегированного доступа являются схожими с корреляционистскими по своей сути, поскольку под ними подразумеваются те философские учения, которые наделяют человека привилегиями по сравнению с другими предметами. Так, философии привилегированного доступа и корреляционизм представляют собой формы антропоцентризма.
Все четыре мыслителя пытаются «перевернуть» те философские учения, которые наделяют человека привилегиями; спекулятивные реалисты выступают за различные формы реализма или материализма (Квентин Мейясу) против доминирующих по большей части сейчас в философии форм идеализма.

## Спекулятивный материализм
В своей критике корреляционизма Квентин Мейясу (сам он использует термин "спекулятивный материализм" для описания своей позиции) находит два принципа, которые являются базисными для философии Канта. Первый — это сам принцип корреляции, который, по сути, утверждает, что мы можем говорить только о корреляции между мышлением и бытием; а то, что лежит за ее пределами  — непостижимо. Вторым принципом Мейясу определяет понятие контингентности, под которой он подразумевает чистую «возможность-вещи-быть-другой», которую не следует путать с простой случайностью и преходящестью. Корреляция отрицает понятие Абсолюта, но по мнению Мейясу, абсолютной может быть лишь фактичность корреляции, из которой Мейясу и выводит понятие абсолютной контингентности. Принципа корреляции придерживался Кант в своей защите «вещи-в-себе» как непознаваемой, но мыслимой. Мы можем представить реальность как нечто принципиально иное, даже если никогда не знаем такой реальности. Согласно Мейясу, защита обоих принципов приводит к слабому корреляционизму (например, у Канта и Гуссерля), тогда как отказ от вещи-в-себе ведет к сильному корреляционизму (к примеру, у Витгенштейна и Хайдеггера).
Взамен этих принципов Мейясу выдвигает следующий: не существует необходимости для физических законов; нет причины, по которой вселенная может быть упорядочена только таким-то образом, нет причины, по которой она не могла бы быть иной. Руководствуясь примером Юма с бильярдными шарами (мы не можем утверждать, что цветной бильярдный шар катится по столу от удара белого, потому что не можем знать последнюю причину движения цветного шара, мы лишь предполагаем по привычке, что это - воздействие белого шара), Мейясу утверждает, что ожидание определенной последовательности событий заложено не в самих вещах, а в нашем сознании, и на самом деле «одна и та же причина может фактически вызвать сотню различных событий». Это используется Мейясу для критики антропоцентризма и позиций, схожих с антропным принципом или тонкой настройкой вселенной.

## Объектно-ориентированная онтология
Главной выносимой проблемой в философии для объектно-ориентированной онтологии Грэма Хармана и Леви Брайанта является то, что в философии понятие объекта игнорировалось в пользу так называемой «радикальной философии», которая стремится отсеять многообразие объектов и говорить о более общих и абстрактных вещах, к примеру, о субстанции и её акциденциях, о космосе, мировом духе. «Радикальная философия» пытается «подорвать» значение объектов, говоря, что во-первых они представляют собой верхний слой некой базовой реальности, во-вторых, идея объекта как такового является формой народной онтологии. Согласно Харману, все является объектом, будь то почтовый ящик, электромагнитное излучение, искривленное пространство-время или Содружество наций; все вещи, будь то физические или вымышленные, одинаково являются объектами.
В противовес субстанционализму, Харман заявляет, что объекты образуют новые объекты в своем взаимодействии без помощи субстанции. Сама реальность состоит только из объектов, и не существует какого-то предела для их числового ряда. Объекты при взаимодействии друг с другом не нуждаются в субстанциональном посреднике. Для Хармана есть два типа объектов: реальные объекты и чувственные объекты, только вторые допускают взаимодействие. Первые - непосредственно вещи повседневной жизни, а вторые - карикатуры на эти вещи,  через которые совершается взаимодействие. Например, когда огонь сжигает хлопок, сам по себе хлопок не горит - точнее, не горит его сущность, которая недоступна для внешних сил и которая не нуждается в опосредовании. Горит карикатура на хлопок - мы видим это взаимодействие и видим, собственно, процесс горения. В 2019 года на русском языке была опубликована книга «Спекулятивный реализм. Введение» Хармана, в которой он раскрывает основные позиции, пункты расхождения и назначения четырех ветвей этого течения в современной философии.

## Трансцендентальный материализм
Иэн Гамильтон Грант отстаивает позицию, которую он называет трансцендентальным материализмом. Он выступает против того, что он обозначает как "соматизм " – философию и физика тел. В своей работе «Philosophies of Nature After Schelling» Грант рассказывает новую историю философии от Платона, основанную на определении материи. Аристотель проводил различие между формой и материей, считая, что материя была невидима для философии, в то время как Грант выступает за возвращение к платоновскому пониманию материи, которая является не только основным строительным материалом реальности, но и силой, энергией, которые управляют нашей реальностью. Он приводит этот же аргумент для посткантианских немецких идеалистов – Фихте и Шеллинга, утверждая, что различие материей как предметной и полезной выдумкой сохраняется и по сей день и что мы должны прекратить опровергать Платона, и вместо этого опровергнуть Канта, вернуться к «умозрительной физике» в платоновской традиции, то есть не к физике тела, а к «физике целого».
Юджин Такер исследовал, как понятие «жизнь» определяется в рамках региональной философии, а также как это понятие приобретает метафизические свойства. Его книга «After life» показывает, как действует онтология жизни посредством противопоставления терминов жизнь и живой, делая возможным «метафизическое смещение», в котором жизнь мыслится с помощью другого метафизического термина, такого как время, форма или дух: «каждая онтология жизни думает о жизни с точки зрения чего-то другого, чем жизнь...что нечто иное, чем жизнь, чаще всего является метафизическим понятием, таким как время и временность, форма и причинность, или дух и имманентность». Такер прослеживает эту тему от Аристотеля до Схоластики и мистицизма, негативной теологии, Спинозы и Канта, демонстрируя, как это тройственное смещение живо в современной философии и по сей день (жизнь как время в философии процесса и делёзианстве, жизнь как форма в исследованиях биополитики, жизнь как дух в постсекулярных философиях религии). Такер исследует отношение спекулятивного реализма к онтологии жизни, используя термин «виталистическая корреляция»: «допустим, виталистическая корреляция не сохраняет корреляционистской двойственной необходимости разделения и неразделимости мысли и объекта, я и мира, и делает это на основе некоторого онтологизированного понятия "жизнь"». В конечном счете, Такер выступает за скептицизм в отношении «жизни»: «Жизнь — это не только проблема философии, но и проблема для философии».
Другие философы, появившиеся в этой группе и объединенные в своей верности тому, что обозначалось как "философия процесса", следуют работам таких мыслителей, как Шеллинг, Бергсон, Уайтхед и Делёз. Недавний пример можно обнаружить в книге Стивена Шавиро «Без критериев: Кант, Уайтхед, Делёз и эстетика». Указанные авторы  выступали за подход, основанный на философии процесса, что влекло за собой обращение в равной степени к идеям панпсихизма, витализма или анимизма. Другой недавний пример можно найти в книге Джейн Беннетт «Vibrant matter», в которой утверждается переход от человеческих отношений к вещам к вибрирующей материи, которая пересекает живое и неживое, человеческие и нечеловеческие тела. Леон Немочинский в своей книге «Чарльз Сандерс Пирс и религиозная метафизика природы» разрабатывает «спекулятивный натурализм»: природа может позволить себе линии проникновения в свою бесконечно продуктивную "вибрирующую" почву, которую автор идентифицирует как Natura naturans.

## Трансцендентальный нигилизм
В своей работе Nihil Unbound: Extinction and Enlightenment Рэй Брасье определяет свою позицию как трансцендентальный нигилизм. Он утверждает, что философия избегает травмирующую идею вымирания всего живого, вместо этого пытаясь найти смысл в мире, обусловленном лишь идеей его собственного распада. Таким образом, Брасье критикует как феноменологические, так и герменевтические направления континентальной философии, а также жизнеспособность таких мыслителей, как, например, Жиль Делёз, которые стремятся привнести смысл в мир и предотвратить «угрозу» нигилизма. Вместо этого, опираясь на таких мыслителей, как Ален Бадью, Франсуа Ларюэль, Пол Черчлэнд и Томас Метцингер, Брасье защищает взгляд на мир как изначально лишенный смысла. То есть, вместо того, чтобы избегать нигилизм, Брасье воспринимает его как истину реальности. Под влиянием Бадью и Ларюэля Брасье приходит к выводу, что вселенная возникла из ничего, и вслед за тем к заключению, что философия - это «органон исчезновения», поскольку жизнь обусловлена собственным исчезновением. Таким образом, Брасье защищает радикально антикорреляционную философию, утверждая, что Мысль соединена не с Бытием, а с Небытием.